# 沼泽大尾莺
沼泽大尾莺（学名：Megalurus palustris）为鶲科大尾莺属的鸟类。分布于孟加拉国、柬埔寨、中国、印度、印尼、印度、老挝、马来西亚、缅甸、尼泊尔、巴基斯坦、菲律宾、泰国和越南。该物种的模式产地在爪哇。

## 亚种
- 沼泽大尾莺西南亚种（学名：Megalurus palustris toklao）。在中国大陆，分布于云南、贵州、广西等地。该物种的模式产地在印度。[3]